# Stenoma destillata
Stenoma destillata es una especie de polilla del género Stenoma, orden Lepidoptera.
Fue descrita científicamente por Zeller en 1877.

## Distribución
Se distribuye por Panamá y Colombia.